# Модел, Лизетта
Лизетта Модел (нем. Lisette Model, собственно Elise Amelie Felicie Stern, 10 ноября 1901, Вена — 30 марта 1983, Нью-Йорк) — американский фотограф австрийского происхождения, одна из основоположниц стрит-фотографии.

## Биография
Родилась Элиз Амелия Фелиция Штерн в Вене. Отец — итальянско-австрийский еврей, военный врач, мать — француженка, католичка. Через два года после рождения Лизетт семья изменила фамилию на Сейберт. Училась у частных педагогов, свободно владела тремя языками. Занималась музыкой у Арнольда Шёнберга, была близка к его кругу. После смерти отца семейство переехало во Францию.
В 1924 переехала в Париж, чтобы учиться вокальному искусству, её наставницей была польская певица-сопрано Мария Френд. В 1933 бросила музыку и начала заниматься живописью у Андре Лота, среди учеников которого был в это время Анри Картье-Брессон и Георгий Гойнинген-Гюне. Параллельно училась фотографии у своей сестры Ольги Зайберт и фотографа венгерского происхождения, жены Андре Кертеса Рожи Андре (собственно Роза Кляйн, 1905—1970). В 1934 начала самостоятельно фотографировать в Ницце.
В 1937 вышла замуж за художника Евсу Модела, еврейского выходца из России, в 1938 они переехали в США. Лизетта Модел стала там профессиональным фотографом, регулярно печаталась в Harper’s Bazaar, была принята в Нью-Йоркскую фотографическую лигу. В 1940 состоялась её выставка в Музее современного искусства. В то время родились её самые известные серии фотографий «Отражения» («Reflections») и «Бегущие ноги» («Running Legs»).
С 1951 преподавала в Новой школе социальных исследований параллельно со своей подругой Беренис Эббот. Наиболее известные её ученики — Диана Арбюс и Ларри Финк. Среди её самых известных фотографий этого времени — портреты Фрэнка Синатры, Жоржа Сименона, Эллы Фицджеральд, Луиса Армстронга.

## Признание и награды
Почетный доктор Новой школы социальных исследований (1981), награждена медалью Парижа (1982).